# Аголи Агбо
Аголи Агбо (фр. Agoli-Agbo; 1850—1950) — последний король Дагомеи (1894—1900).
Будучи младшим братом дагомейского короля Беханзина, в 1894 году, после его поражения во Второй франко-дагомейской войне, по одобрению французов Аголи Агбо стал новым королём Дагомеи. Его кандидатура была предложена французским колониальным губернатором Альфредом Доддсом. На момент избрания в качестве нового правителя Аголи Агбо выполнял функции начальника штаба дагомейской армии.
Функции Аголи Агбо как правителя были крайне ограниченны. При нем существовал французский вице-король, контролирующий все его действия, а реальная власть в Дагомее принадлежала французам. 12 февраля 1900 года, спустя 6 лет после начала правления Аголи Агбо, Франции удалось урегулировать все вопросы о присоединении Дагомеи к колониальным владениям Франции. Как следствие, король был низложен и сослан в Габон. В 1910 году, правда, ему было разрешено вернуться на родину.